# Simyra dentinosa
Simyra dentinosa är en fjärilsart som beskrevs av Freyer 1839. Simyra dentinosa ingår i släktet Simyra och familjen nattflyn. Inga underarter finns listade i Catalogue of Life.

## Bildgalleri

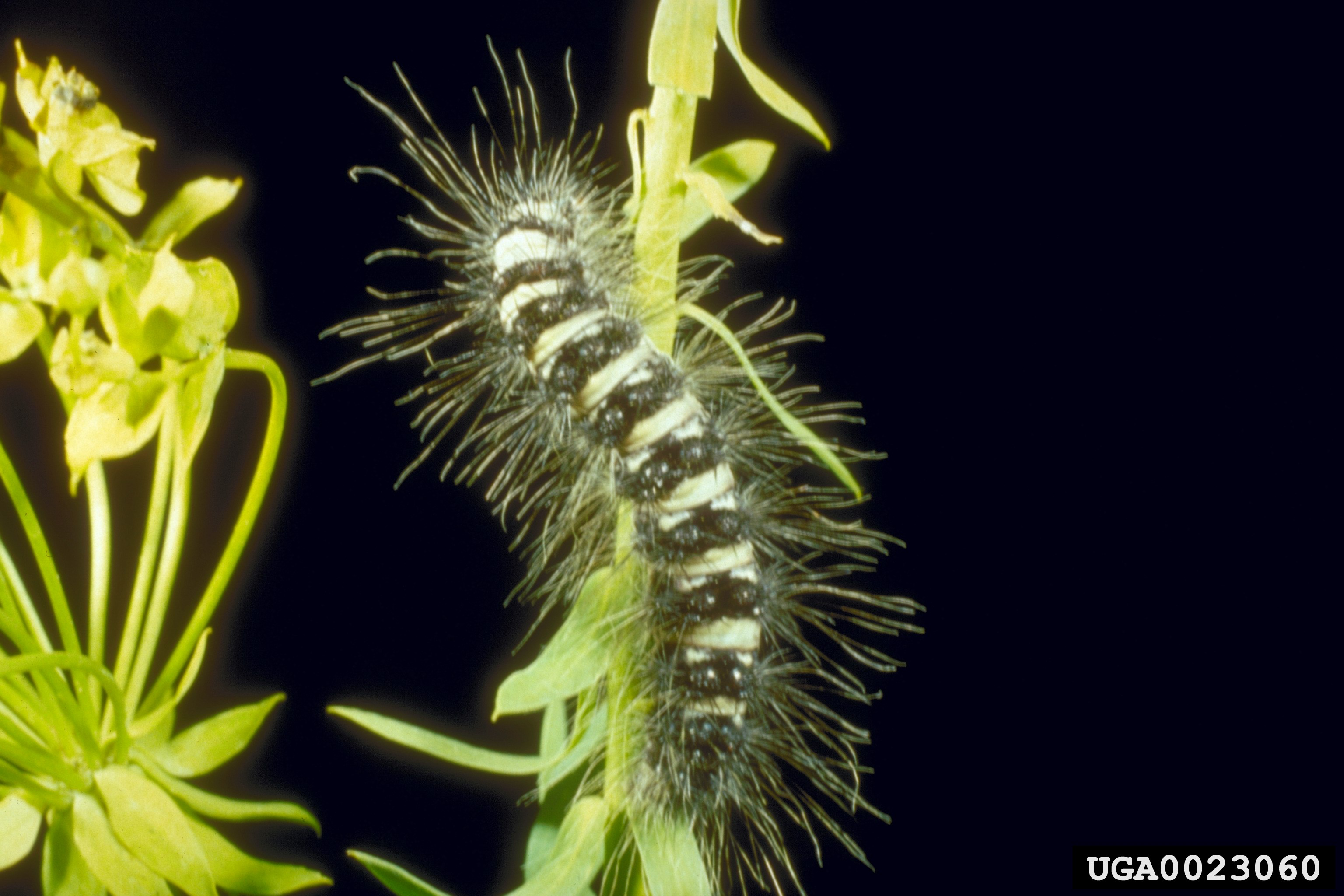
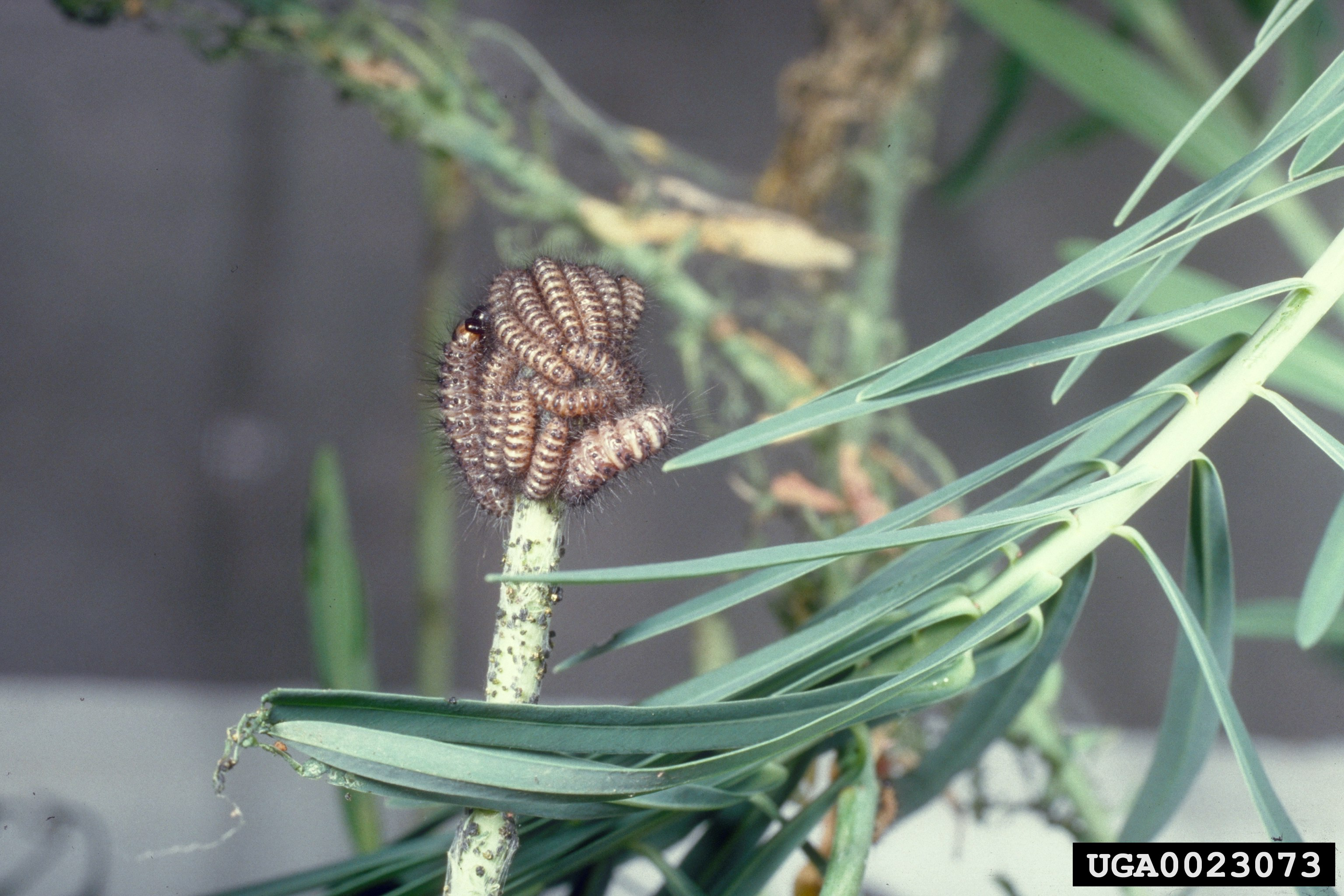